# Pacifiphyton
Pacifiphyton is een geslacht van neteldieren uit de klasse van de Anthozoa (bloemdieren).

## Soort
- Pacifiphyton bollandi Williams, 1997